# Dritter Punischer Krieg
Der Dritte Punische Krieg dauerte von 149 bis 146 v. Chr. und war der letzte Konflikt zwischen den beiden Mächten Rom und Karthago. Die Kampfhandlungen beschränkten sich vorwiegend auf die Belagerung Karthagos und endeten mit der Zerstörung der Stadt und der Versklavung ihrer Einwohner durch die Römer.

## Vorgeschichte und Beginn des Krieges
Nach dem verlorenen Zweiten Punischen Krieg setzte um 190 v. Chr. durch ein Aufblühen des Handels, intensive Plantagenwirtschaft und innenpolitische Reformen Hannibals eine für Rom unerwartete wirtschaftliche Erholung des karthagischen Staatswesens ein. Das ging so weit, dass Karthago bereit war, seine gesamten restlichen Reparationen an die Römer auf einmal zurückzuzahlen. Dies lehnten die Römer ab, wohlwissend, dass Karthago so von Rom weiterhin abhängig blieb. Karthago erfüllte auch seine Bündnispflicht gegenüber Rom gewissenhaft und steuerte der römischen Flotte im Konflikt gegen die Seleukiden sechs Schiffe bei.
Die Römer hatten den Karthagern 201 v. Chr. untersagt, ohne ausdrückliche Genehmigung Roms Krieg zu führen. Was Karthago daher besonders zu schaffen machte, war die ständig von Numidien ausgehende Gefahr. Traten Grenzstreitigkeiten auf, rief das Rom auf den Plan, welches stets einseitig für Numidien Partei ergriff. Angesichts der Expansionspolitik Massinissas von Numidien spaltete sich die politische Schicht Karthagos schließlich in eine Rom entschieden feindlich gesinnte Partei und in Verständigungswillige, welche keine Chance darin sahen, sich gegen die einzig verbliebene mediterrane Großmacht zu stellen. Zugleich gab es im römischen Senat eine wachsende Zahl an Politikern, die einen Krieg mit Karthago herbeizuführen versuchten; sie scheinen die Numider zu Attacken auf die Punier ermuntert zu haben.

Karte der ungefähren Ausdehnung des numidischen (violett), karthagischen (grau) und römischen (rot) Territoriums im Jahr 150 v. Chr.

Nach erneuten Plünderungszügen Massinissas auf karthagischem Gebiet schlug Karthago schließlich zurück, ohne von Rom vorher die Erlaubnis zum Krieg erhalten zu haben. Etwa zwischen 160 und 155 fiel ein gewisser Karthalo in ein Gebiet ein, das Massinissa widerrechtlich besetzt hatte. Es folgten mehrere Jahre hindurch Raubzüge von beiden Seiten, bis die Römer sich wie gewohnt auf die Seite Massinissas stellten. Massinissa okkupierte daraufhin die sogenannten Großen Ebenen und das Gebiet von Thugga.
Auf Drängen der Karthager erschien in Afrika nun eine römische Kommission unter Leitung von Marcus Porcius Cato dem Älteren. Die Kommission verlangte von beiden Parteien, sich im Voraus ihrer Entscheidung zu unterwerfen. Während Massinissa zustimmte, lehnte Karthago dies ab. So kehrte die Kommission unverrichteter Dinge nach Rom zurück. Diese Aufsässigkeit machte Cato zu einem der glühendsten Befürworter für die Zerstörung Karthagos. Von ihm stammt angeblich der berühmte Satz: Ceterum censeo Carthaginem esse delendam (Im Übrigen bin ich der Meinung, dass Karthago zerstört werden muss), welchen er jahrelang nach jeder seiner Reden geäußert haben soll, auch wenn sie ein anderes Thema hatten. Die spätere römische Überlieferung behauptet, die Scipionen, besonders Publius Cornelius Scipio Nasica Corculum, seien hingegen gegen eine Zerstörung Karthagos gewesen, um dem römischen Volk stets einen Grund zur Wachsamkeit zu erhalten. Diese Art der Debatte lässt ahnen, wie groß in Rom die Sorge vor einem Wiedererstarken des alten Feindes war, zumal im Jahr 151 v. Chr. die letzte Rate der Kriegsentschädigung Karthagos fällig gewesen wäre.
Die Verletzung des Friedensvertrags von 201 v. Chr. durch die Karthager als casus belli (Kriegsgrund) kam schließlich 151/150 v. Chr. Den Auftakt bildete die Verbannung der numidierfreundlichen Führer aus Karthago. Sie gingen zu Massinissa, der zwei seiner Söhne nach Karthago schickte, um die Zurückberufung der Verbannten zu fordern. Als sie abgewiesen wurden, kam es zum Krieg zwischen Massinissa und Karthago, das ihm ein Heer von 25.000 Mann unter Hasdrubal entgegenstellte. Zunächst wurde Massinissa zum Rückzug gezwungen, doch schließlich gelang es ihm, das karthagische Heerlager zu umzingeln. Die Karthager mussten sich ergeben. Sie versprachen, eine Kriegsentschädigung zu zahlen, wurden aber, nachdem sie das Lager verlassen hatten, überfallen. Die Verantwortlichen des Krieges gegen Massinissa wurden von den Karthagern zum Tod verurteilt, doch Hasdrubal entkam und begann in der Umgebung der Stadt Truppen auszuheben. Um diese Zeit fiel Utica von den Karthagern ab und unterwarf sich den Römern.
Schon vor der karthagischen Niederlage beschloss der römische Senat 150 v. Chr. die Vernichtung des karthagischen Reiches. Fünf karthagische Sendboten erschienen in Rom, um sich in aller Form den Römern zu unterwerfen. Sie erfuhren stattdessen, dass der Krieg erklärt sowie Flotte und Heer bereits unterwegs seien.

## Kriegsverlauf
Anfang 149 v. Chr. setzte sich eine römische Kriegsflotte in Richtung Karthago in Bewegung. Karthago versuchte alles, um die Auseinandersetzung zu verhindern. Die Römer vermittelten zunächst den Eindruck, verhandlungsbereit zu sein, und stellten immer neue Bedingungen. Die verzweifelten Karthager gingen zunächst auf alle Forderungen der Römer ein, sie stellten zunächst 300 adlige Geiseln und lieferten dann alle Waffen ab. Als die Römer jedoch drittens verlangten, die Karthager sollten ihre eigene Stadt verlassen, zerstören und sich mindestens 80 Stadien (etwa 15 km) vom Meer entfernt ansiedeln, entschlossen sich die Einwohner Karthagos mit dem Mut der Verzweiflung zum Widerstand.

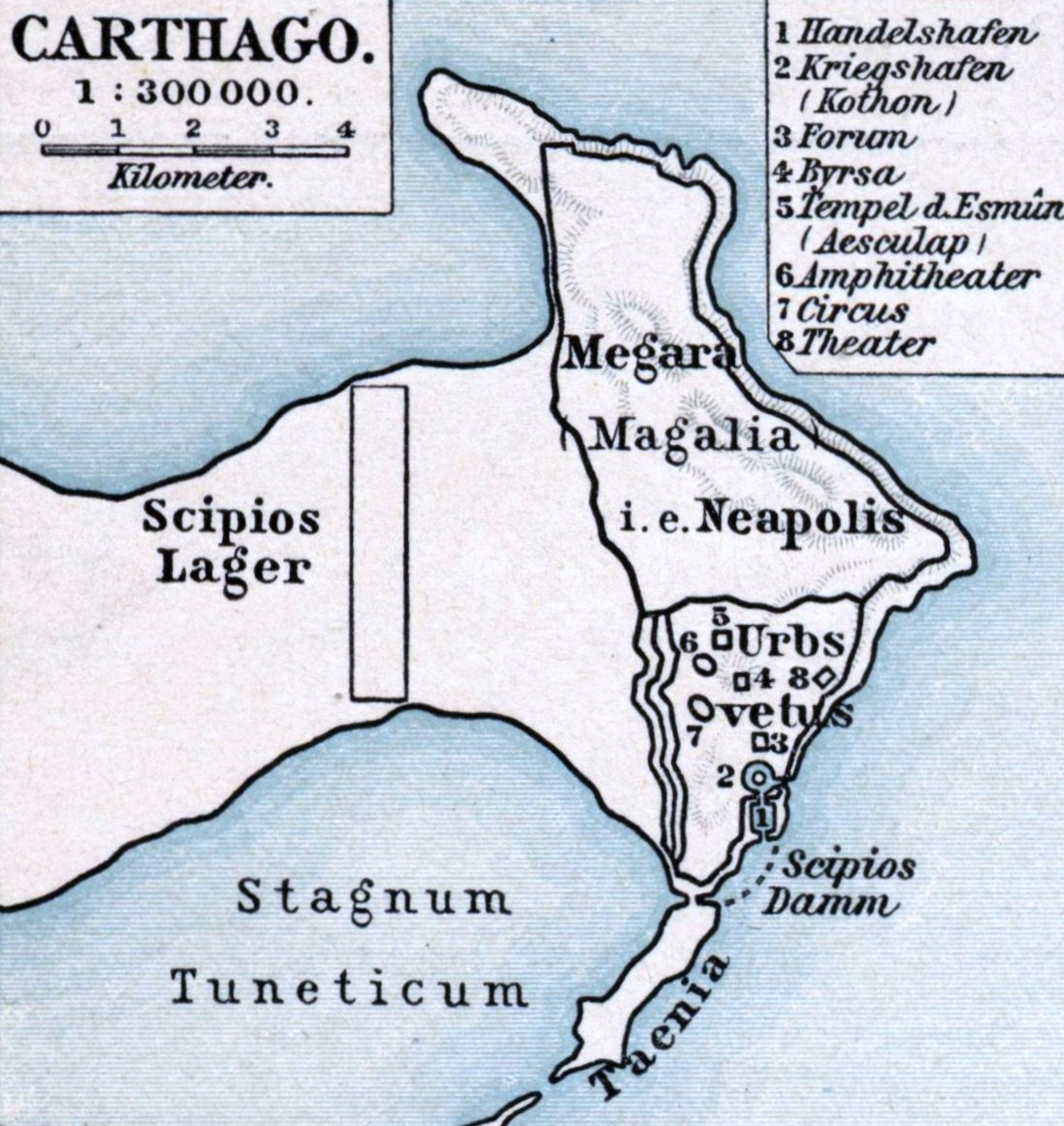
Belagerung Karthagos durch Scipio

Die römische Armee versuchte erfolglos, die Stadtmauer zu erklimmen und ließ sich für eine Belagerung nieder. Die beiden Konsuln des Jahres 149 v. Chr. errichteten zwei Lager: Das des Lucius Marcius Censorinus, welches die Aufgabe hatte, die gestrandeten Schiffe zu beschützen, und das des Manius Manilius, welches die römischen Legionen beherbergte. Auf karthagischer Seite rückte die Armee von Hasdrubal vor, um die römischen Nachschublinien und Nahrungssuchergruppen zu belästigen. Die Römer starteten erneut einen Angriff, wurden jedoch von den Karthagern zurückgeworfen. Scipio Aemilianus, der als Volkstribun diente, hielt seine Männer zurück und setzte sie ein, um die verfolgenden Karthager abzuwehren und somit Verluste zu verhindern.
Das von Censorinus errichtete Lager wurde im Frühsommer verlagert, da es durch die schlechte Lage verseucht war. Dies war jedoch ein Fehler, da die Karthager nun der römischen Flotte Verluste zufügen konnten. Die Römer erschwerten diese Angriffe durch den Bau zusätzlicher Befestigungsanlagen. Trotzdem wurden die Römer immer wieder angegriffen. Scipio zeichnete sich jedoch durch seine Rolle der Vereitlung aus. Im anderen Lager beschloss Manilius, trotz seiner starken Stellung gegen das Hauptlager der Karthager in Nepheris vorzugehen. Der sofortige Angriff schien zuerst erfolgreich, doch rückten die Römer in eine unhaltbare Position und mussten beim Rückzug schwere Verluste hinnehmen. Scipio führte 300 Kavalleristen in einer Reihe begrenzter und gut disziplinierter Angriffe und Drohungen an, die dazu führten, dass die Karthager lange genug innehielten, damit der Großteil der Infanterie ihren Rückzug abschließen konnte. In dieser Nacht führte Scipio seine Kavallerie zurück, um eine eingeschlossene Gruppe von Römern zu retten. Die römische Kolonne zog sich in ihr Lager bei Karthago zurück, wo ein Senatsausschuss eingetroffen war, um die Fortschritte zu untersuchen. Die Leistung von Scipio war in ihrem nachfolgenden Bericht prominent. Scipio nahm Kontakt mit mehreren der Anführer der numidischen Kavallerie von Karthago auf und schloss sich dann einer zweiten, besser geplanten Expedition unter der Führung von Manilius gegen Hasdrubal bei Nepheris an. Trotz größerer Voraussicht machten die Römer keine Fortschritte, obwohl einer der von Scipio kontaktierten Numider mit 2.200 Mann zu den Römern überlief. Manilius zog sich zurück, nachdem den Römern die Nahrung ausgegangen war, und Scipio führte die neuen Verbündeten der Römer auf einer erfolgreichen Futtersuchexpedition.
Im Jahre 148 v. Chr. wurden in Rom zwei neue Konsuln gewählt, von denen jedoch nur einer nach Afrika geschickt wurde: Calpurnius Piso Caesoninus; Lucius Hostilius Mancinus kommandierte als sein Untergebener die Marine. Er zog die starke Belagerung von Karthago zu einer lockereren Blockade zurück und versuchte, die anderen karthagischen unterstützenden Städte in der Umgebung zu beseitigen. Er scheiterte jedoch. Die Stadt Neapolis ergab sich und wurde anschließend geplündert, aber Aspis hielt den Angriffen sowohl der römischen Armee als auch der Marine stand, während Hippo fruchtlos belagert wurde. Hasdrubal, der bereits die karthagische Feldarmee befehligte, stürzte die zivile Führung von Karthago und übernahm selbst das Kommando. Karthago verbündete sich mit Andriskos, einem Anwärter auf den makedonischen Thron. Andriskos war in das römische Makedonien eingefallen, hatte eine römische Armee besiegt, sich selbst zum König Philipp VI. krönen lassen und den Vierten Makedonischen Krieg entzündet.
Scipio beabsichtigte, bei den Wahlen von 147 v. Chr. für den Posten des Ädils zu kandidieren. Mit 36 oder 37 Jahren war er jedoch zu jung, um als Konsul zu kandidieren, da für das Konsulamt laut der Lex Villia das Mindestalter 41 Jahre betrug. Scipio und seine Anhänger spielten auf seine Erfolge der letzten zwei Jahre und dass es sein Adoptivgroßvater Scipio Africanus war, der den römischen Sieg in Afrika im Zweiten Punischen Krieg besiegelt hatte. Die öffentliche Forderung, ihn zum Konsul zu ernennen und ihm damit die Führung des Afrikakrieges zu ermöglichen, war so stark, dass der Senat die Altersvoraussetzungen für alle Ämter für das Jahr aufhob. Scipio wurde zum Konsul gewählt und zum alleinigen Befehlshaber in Afrika ernannt. Ihm wurde das übliche Recht zuerkannt, genügend Männer zu rekrutieren, um die Anzahl der Truppen dort zu bilden und die ungewöhnliche Berechtigung, Freiwillige anzuwerben. Scipio verlegte das Hauptlager der Römer zurück in die Nähe von Karthago. Er hielt eine Rede, in der er strengere Disziplin forderte, und entließ die Soldaten, die er für undiszipliniert oder wenig motiviert hielt. Anschließend führte er einen erfolgreichen Nachtangriff und brach mit 4000 Mann in die Stadt ein. Im Dunkeln in Panik geraten, flohen die karthagischen Verteidiger nach anfänglichem heftigen Widerstand. Scipio entschied, dass seine Position unhaltbar sein würde, sobald sich die Karthager bei Tageslicht neu organisierten, und zog sich zurück.
Hasdrubal, entsetzt über den Zusammenbruch der karthagischen Verteidigungsanlagen, ließ römische Gefangene in Sichtweite der römischen Armee an den Mauern zu Tode foltern. Er bestärkte den Widerstandswillen der karthagischen Bürger. Von diesem Punkt an gab es keine Möglichkeit mehr zu Verhandlungen oder gar zur Kapitulation. Einige Mitglieder des Stadtrats verurteilten seine Taten und Hasdrubal ließ sie ebenfalls hinrichten und übernahm die volle Kontrolle über die Stadt. Die erneute enge Belagerung verhinderte den landseitigen Zugang zur Stadt, aber eine strenge seeseitige Blockade war mit der damaligen Marinetechnologie so gut wie unmöglich. Frustriert über die Menge an Lebensmitteln, die in die Stadt verschifft wurden, baute Scipio eine riesige Mole, um den Zugang zum Hafen für Blockadebrecher abzuschneiden. Die Karthager reagierten, indem sie einen neuen Kanal von ihrem Hafen zum Meer schnitten. Sie hatten eine neue Flotte gebaut, und als der Kanal fertig war, segelten die Karthager aus und überraschten die Römer. In der folgenden Schlacht im Hafen von Karthago behaupteten sich die Karthager, aber als sie sich am Ende des Tages zurückzogen, gerieten viele ihrer Schiffe an der Seemauer der Stadt in eine Falle und wurden versenkt oder gefangen genommen. Die Römer versuchten nun, im Hafengebiet gegen die karthagischen Verteidigungsanlagen vorzudringen und erlangten schließlich die Kontrolle. Hier errichteten sie über mehrere Monate einen mauerhohen Backsteinbau, der es bis zu 4.000 Römern ermöglichte, aus kurzer Distanz auf die karthagischen Wälle zu schießen. Sobald diese Aktion abgeschlossen war, löste Scipio eine große Streitmacht ab und führte sie gegen die karthagische Feldarmee bei Nepheris. Die Karthager, befehligt von einem Griechen namens Diogenes, hatten ein befestigtes Lager für ihre Winterquartiere errichtet. Ende 147 v. Chr. leitete Scipio aus mehreren Richtungen einen Angriff auf das Lager und überrannte es. Die fliehenden Karthager wurden von Roms berittenen numidischen Verbündeten verfolgt und nur wenige entkamen. Die Stadt Nepheris wurde dann belagert und kapitulierte nach drei Wochen. Die meisten der befestigten Stellungen, die sich im Hinterland von Karthago noch hielten, öffneten nun ihre Tore.
Das Kommando Scipios wurde für das Jahr 146 v. Chr. verlängert, und im gleichen Jahr erfolgte die Erstürmung Karthagos. Nach sechstägigen härtesten Straßenkämpfen, bei denen große Teile der Stadt zerstört wurden, ergaben sich am 5. Februar von einstmals geschätzten 500.000 Einwohnern 50.000 Überlebende den Römern. Hasdrubal kämpfte mit 900 römischen Deserteuren in der Umgebung des Eschmun-Tempels weiter, bevor er sich Scipio ergab. Scipio gestattete seinen Truppen die Plünderung der Stadt. Alle Karthager, die zu den Waffen gegriffen hatten, wurden in die Sklaverei verkauft. Rom ließ die Stadt nach ihrer Eroberung schleifen.

## Folgen
Das karthagische Gebiet wurde zur römischen Provinz Africa proconsularis und spielte im Römischen Reich vorerst nur noch eine untergeordnete Rolle, da Karthago bis auf Weiteres in Trümmern bleiben sollte. Eine zehnköpfige Kommission und Scipio sollen zudem vom Senat beauftragt worden sein, weitere Abrisse in Karthago vorzunehmen. Jeder, der versuchte, die Stadt auf jeglichem Wege wieder aufzubauen, wurde mit einem Fluch sanktioniert. Scipio feierte diesen Triumph, indem er, wie sein Adoptivgroßvater, das Agnomen Africanus annahm. Die ehemals karthagischen Gebiete wurden von Rom annektiert und zur römischen Provinz Afrika mit Utica als Hauptstadt rekonstruiert. Die Provinz entwickelte sich zu einer wichtigen Quelle für Getreide und andere Lebensmittel.
Auch die punischen Städte, die Karthago bis zum Ende zur Seite gestanden hatten, wurden entweder zum ager publicum oder wurden, wie im Fall der Bizerte, zerstört. Unbeteiligte bzw. unparteiische Städte, die den Krieg überlebt hatten, durften zumindest einige Elemente ihrer traditionellen Regierungs- und Kultursysteme beibehalten, sodass die punische Kultur, die Sprache und die Religion nicht ausstarben. Moderne Gelehrte bezeichnen die Ortschaften Nordafrikas, in denen die punische Sprache noch im 7. Jahrhundert n. Chr. gesprochen wurde als „neo-punische Zivilisation“.
Auf Initiative von Gaius Iulius Caesar wurde, ein Jahrhundert später, 46 v. Chr. die Wiedererrichtung Karthagos als Colonia Iulia Concordia Carthago beschlossen, aber erst unter Augustus um 29 v. Chr. in Angriff genommen. In der Kaiserzeit wurde das römische Karthago dann rasch wieder zu einer der bedeutendsten Städte am Mittelmeer, die bis zum Ende der Antike anhielt.
Die Ruinen Karthagos befinden sich 16 km östlich des modernen Tunis an der nordafrikanischen Küste. Ein symbolischer Friedensvertrag wurde von Ugo Vetere und Chedli Klibi, den Bürgermeistern Roms und Karthagos, am 5. Februar 1985 unterzeichnet. Seit 2020 gilt die moderne Siedlung Karthagos als ein Bezirk der Stadt Tunis.